# Во Іудеї во дні они…
«Во Іудеї во дні они…» — вірш Тараса Шевченка 1859 року, написаний у Санкт-Петербурзі.

## Написання та автографи
Зберігся чорновий автограф вірша у зошиті з чорновими автографами першої та другої редакцій поеми «Марія»; чистовий автограф у «Більшій книжці». Дата в чорновому автографі: «24 октября» (вписано червоним олівцем перед текстом). Дата в чистовому автографі: «24 октября. С. Петербург».
Вірш датується за чистовим автографом та його місцем у «Більшій книжці» серед творів 1859 року: 24 жовтня 1859 року, місце написання — Санкт-Петербург. 
Вірш було задумано як вступ до поеми «Марія»: його первісний текст вписано до зошита № 22 перед чорновим автографом першої редакції поеми. Згодом Шевченко відмовився від цього наміру й переписав вірш начисто до «Більшої книжки» як окремий твір. Варіант у рядку 44: «Онуча, попіл з помела» — вписано в чернетці (олівцем, поверх попереднього «Онуча, сміття з помела»), очевидно, пізніше; до чистового автографа в «Більшій книжці» він не потрапив.

## Публікація
Вперше вірш надруковано у виданні: «Кобзарь Тараса Шевченка / Коштом Д. Е. Кожанчикова» (СПб., 1867 рік, стор. 637 — 638), де подано за «Більшою книжкою», без рядків 9 та 37 — 45, вилучених з огляду на цензуру, з довільними виправленнями в рядках 11 («Щоб той йому на те на все»), 18 («А в Віфліємському вертепі»), 19 («Марія сина родила») та з неправильним прочитанням рядка 32: «Оддав Анатові приказ».
Повністю (без рядка 9) вперше надруковано в «Кобзарі з додатком споминок про Шевченка Костомарова і Микешина» (Прага, 1876 рік, стор. 213 — 214), де подано за першодруком, з тими самими відхиленнями від автографа.

## Сюжет
На основі євангельської легенди Шевченко створив гостру антимонархічну сатиру. Проте згадані тут Іудея й Сіон, ліктори та Ірод не є езопівськими образами царської Росії, Олександра II тощо. Поет методом сатиричних «аналогій», натяків (вирази «самодержавний государ», «сенат») наводить читача на думку про подібність між царем Іродом і царем Олександром II. Вірогідно, що рядки про переслідування «малих дітей», які «не дадуть доцарювать» самодержцеві, натякають на репресії уряду проти студентського руху (казанська справа, справа московського студентського гуртка «Вертеп»). Тільки в останніх дев'яти рядках Шевченко переходить від сатиричних «аналогій» до безпосереднього картання російського царату й лібералів.